# Hubert van Groenendael

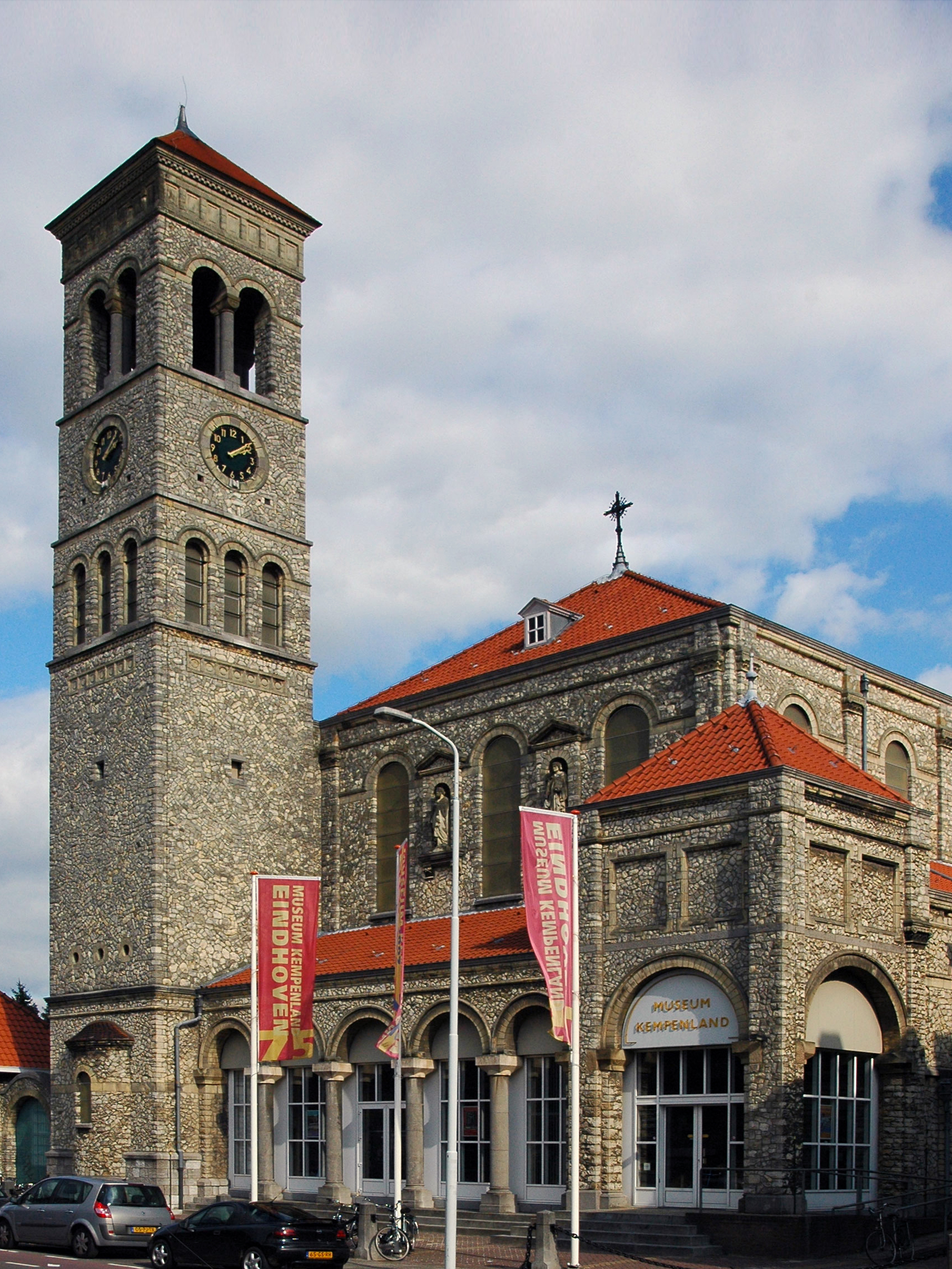
De Steentjeskerk in Eindhoven

Joseph Hendrikus Hubertus (Hubert) van Groenendael (Nunhem, 28 december 1868 - Maastricht, 25 oktober 1942) was een Nederlands architect van voornamelijk religieuze bouwwerken.

## Biografie
Van Groenendael stamde uit een familie van aannemers en architecten en was een leerling van Pierre Cuypers uit Roermond. Hij was onder andere betrokken bij de constructie van Cuypers' Maria Magdalenakerk in Amsterdam in de jaren 1889-1890. Vanaf 1898 woonde hij in Vught en vanaf 1908 in 's-Hertogenbosch. In 1916 vestigde hij zich in Maastricht.
Tijdens zijn carrière heeft hij een dertigtal kerken, en daarnaast verschillende kloosters, ziekenhuizen en scholen gebouwd. Aanvankelijk ontwierp Van Groenendael in neogotische stijl en gebruikte hij voornamelijk baksteen. Later in zijn carrière werkte hij steeds meer in neoromaanse stijl. Toen ging hij ook, met name in Limburg, gebruikmaken van natuursteen. Aan het einde van zijn carrière werkte hij samen met zijn zoon H.F.M. van Groenendael. Zijn werk wordt vaak verward met dat van zijn broers J.H. van Groenendael (gevestigd in Amsterdam) en N.J.H. van Groenendael en dat van diens zoon J. van Groenendael (beide gevestigd in Breda).

## Werken (selectie)
- 1897 Mariënburgklooster, 's-Hertogenbosch
- 1901 Sint-Nicolaaskerk, Helvoirt
- 1906 Maria Magdalenakerk, Rijen
- 1906 Sint-Josephkerk, Dongen
- 1908 Instituut voor Doven, Sint-Michielsgestel
- 1913 Sint-Lambertuskerk, Maastricht
- 1917 Sint-Antonius van Paduakerk, beter bekend als Steentjeskerk, Eindhoven
- 1924 Sint-Pancratiuskerk, Hoogeloon
- 1925 Sint-Willibrorduskerk, St. Willebrord
- 1925-1926  Sint-Petrus'-Bandenkerk, Bladel
- 1927 Sint-Jozefkerk, Kaalheide
- 1933 Sint-Theresiakerk, Maastricht